# Хогрив
Хогрив (англ. Hogreeve), или свиной констебль (англ. hog constable) — термин в колониальной Новой Англии, обозначавший человека, ответственного за предотвращение или оценку ущерба, причинённого бездомными свиньями. Бродячие домашние свиньи представляли собой проблему для общества из-за масштабов ущерба, который они могли нанести садам и посевам, уничтожая корни растений.
Владельцы свиней были ответственны за ярмо и надевание колец на их носы. Если свиньи сбегали и становились помехой в обществе, один или несколько мужчин, назначенных в качестве надсмотрщика за свиньями, отвечали за поимку и конфискацию животного. Если у животного не было кольца в носу, то надсмотрщик отвечал за выполнение необходимой работы для владельца, с которого по закону могла взиматься небольшая плата за эту услугу. Были установлены наказания и штрафы за невыполнение обязанности по ярму для свиней и контролю над животными. В Акте 1865 года Генеральной Ассамблеи Острова Принца Эдуарда, Канада, владельцы были обязаны платить 4 шиллинга за голову, чтобы вернуть своих животных, а надсмотрщикам разрешалось продавать невостребованных свиней на публичных торгах через 48 часов после того, как письменные уведомления были размещены в общественных местах в этом районе. В Новой Англии владелец бродячей свиньи в городе Челси, штат Массачусетс, должен был заплатить 10 шиллингов за свинью.
Должность возникла в англосаксонской Англии, когда хогривы размещались у дверей соборов во время служб, чтобы не допустить проникновения свиней в церковь. Должность хогрива была одной из самых ранних выборных должностей, существовавших в колониальной Северной Америке; самые ранние права, специально предоставленные городам в Новой Англии, касались выпаса свиней, крупного рогатого скота и регулирования ограждений и общих полей. Погонщик имел схожие обязанности, но не ограничивался свиньями. Хогрив был историческим муниципальным должностным лицом в Новой Шотландии и на острове Принца Эдуарда в Канаде; он также был указан как выборная должность в ранних записях тауншипов Нью-Гэмпшира .
В Массачусетсе города имели право голоса за прекращение исполнения закона штата, запрещающего выпускать свиней на свободу; многие города так и поступили, оставив своих хогривов без работы. В результате стало шуткой выбирать мужчину хогривом в течение первого года его брака.